# Jacques Germeaux
Jacques Marie Edmond Ghislain Germeaux (Genk, 11 mei 1956) is een Belgisch arts en gewezen politicus voor Open Vld.

## Levensloop
Jacques Germeaux studeerde in 1984 af als doctor in de genees-, heel- en verloskunde aan de Vrije Universiteit Brussel. Sinds 1985 is hij actief als huisarts met een eigen praktijk in de Vierde Cité in het Genkse stadsdeel Winterslag. 
Hij werd tevens politiek actief voor de liberale partij VLD en werd voor deze partij in oktober 1994 verkozen tot gemeenteraadslid van Genk, wat hij bleef tot eind 2006. Ook was Germeaux er voorzitter van de lokale VLD-afdeling.
Op 9 oktober 2001 legde hij in de Kamer van volksvertegenwoordigers de eed af als volksvertegenwoordiger, nadat Marilou Vanden Poel-Welkenhuysen ontslag had genomen. Germeaux werd er lid van de commissies Naturalisaties en Volksgezondheid, Leefmilieu en Maatschappelijke Hernieuwing en mengde zich actief in de debatten over euthanasie. Na de verkiezingen van mei 2003, waarbij Germeaux als tweede opvolger op de Limburgse VLD-lijst voor de Kamer stond, werd hij op 19 juni 2003 door zijn partij gecoöpteerd in de Senaat. Germeaux was er van 2003 tot 2006 lid van de commissie Sociale Aangelegenheden, van 2004 tot 2006 lid van de commissie Binnenlandse Zaken en van 2003 tot 2004 ondervoorzitter van het adviescomité voor gelijke kansen voor mannen en vrouwen. Daarnaast was hij van 2003 tot 2006 plaatsvervangend lid in de Raadgevende Interparlementaire Beneluxraad.
Op 8 maart 2006 ging hij echter terug naar de Kamer na het ontslag van Karel Pinxten ten gevolge van diens benoeming tot lid van de Europese Rekenkamer. Ditmaal trad hij toe tot de commissie Sociale Zaken. Germeaux zetelde in de Kamer tot aan de verkiezingen van 10 juni 2007 en nam toen de negende opvolgersplaats op de Senaatslijst van Open Vld in.
Hij is vader van twee kinderen.